# Tore Husberg
Nils Axel Tore Husberg, född 10 februari 1877 i Stockholm, död 13 december 1953 i Malmö, var en svensk ingenjör.
Efter studentexamen i Stockholm 1896 och avgångsexamen från Kungliga Tekniska högskolan 1899 var Husberg ingenjör vid ASEA i Västerås 1899–1900, vid Elektriska AB Magnet i Ludvika 1900–03, föreståndare för dess filial i Göteborg 1903–04, chefsassistent vid Elektriska AB Holmia och Förenade Elektriska AB i Stockholm 1904–08, teknisk chef för Graningeverkens kraftanläggningar i Ångermanland 1908–09, vid Södra Sveriges Ångpanneförening i Malmö överingenjör 1910–43, verkställande direktör 1924–43 och styrelseledamot 1940–43. 
Husberg var ledamot av styrelsen för Skånska Ingenjörsklubben 1918–30, för tekniska läroverket 1920–48, av stadsfullmäktige 1921–38, av dess beredningsutskott 1924–38 och av drätselkammaren 1923–39. Han var ledamot av krafttaxekommittén 1930–32, styrelseledamot i Astronomiska Sällskapet Tycho Brahe i Lund, dess ordförande från 1939 och ledamot av Samfundet för astronomisk historieforskning i Lund från 1941. Han invaldes som ledamot av Fysiografiska sällskapet i Lund 1930. Husberg är begravd på Östra kyrkogården i Malmö.